# Сербский гусарский полк
Сербский гусарский полк — кавалерийская часть, существовавшая в Русской императорской армии в 1723—1783 годах.

## История
Существовавшие в Русской императорской армии во время Северной войны и Прутского похода наёмные валашские, сербские и польские гусарские полки были распущены в 1721 году после заключения Ништадтского мирного договора. Но в октябре 1723 года император Пётр I именным указом повелел сербскому майору Ивану Альбанезову (Албанезу) сформировать Сербский гусарский полк в составе 316 человек (из них 285 рядовых гусаров). Набрать полк по штату не удалось, и в 1726 году личный состав распределили по слободским черкасским полкам Русской императорской армии, но уже в следующем году вновь собрали, выделив для поселения земли на Юге России (Новороссия) и повелев увеличить штат до 1 000 человек, взяв недостающие шесть сотен из слободских черкасских полков. 3 сентября 1728 года штат был сокращен до 600 человек, число сербов следовало пополнять за счёт молодых черкасов. В 1729 году полк был поселён на территории шанцами-поселениями (крепостями) Тор и другие и Украинской линией.
К 1733 году в полку насчитывалось 197 человек личного состава (130 рядовых), в связи с чем командиром полка Иваном Стояновым были приняты активные меры по вербовке сербов — в частности, в землях Австрийской империи, в связи с гонением православных.
В 1736 году, в связи с началом русско-турецкой войны, штат полка был доведен до 1 160 человек в 10 ротах. В 1737 году было разрешено, помимо малороссийских казаков, принимать в полк венгерцев, валахов, трансильванцев, молдаван и других охочих людей. К 1740 году полк насчитывал 1 045 человек. Сербский гусарский полк принимал участие в штурме Очакова, сражениях при реке Прут и Хотине.
14 октября 1741 года указом Анны Леопольдовны состав четырёх существующих гусарских полков (Сербского, Венгерского, Молдавского и Грузинского) был приведён к единообразию: 963 человека в 10 ротах. Полкам присвоены цвета мундиров.
12 января 1770 года полк под командованием известного И. Г. Древица принял участие в бою при Добре против сторонников Барской конфедерации, в котором русские войска одержали важную для исхода войны победу.
В 1783 году полк поступил на сформирование Ольвиопольского гусарского полка.

## Знамённый герб
В 1775 году по заданию Военной коллегии был составлен новый (по сравнению со Знаменным гербовником Миниха) знаменный гербовник. Основную работу по составлению гербовника взял на себя герольдмейстер князь М. М. Щербатов. Поэтому гербовник получил в литературе название «Гербовник Щербатова». В Гербовнике содержались изображения 35 гербов для знамён русских полков, в том числе «сербского». В 1776 году был назначен знамённый герб для полка — щит,  пересечен, в верхнем поле выходящий государственный орел, (двуглавый орёл), только нижняя часть вся серебряная и, на ней, две, на-крест-лежащия сабли, с золотыми ефесами, а в образуемых ими углах четыре гусарские кивера, чернаго цвета;.

## Форма одежды

### 1741—1756
Кивер чёрный, смушковый. Ментик, доломан, воротник, обшлага, чакчиры, лопасть кивера, чепрак, ташка синие, обшивка чепрака чёрная. Металлический прибор жёлтый. У офицеров опушка ментика серая, шнуры, галун, обшивка ташки, цифровка чакчир, гомбы кушака жёлтые. У нижних чинов опушка ментика, шнуры, галун, обшивка ташки, цифровка чакчир чёрные, гомбы кушака красные.

### 1756—1763
Ментик и чепрак голубые. Доломан, чакчиры, епанча, гомбы пояса синие. Шнуровой пояс (кушак) красный.

## Галерея

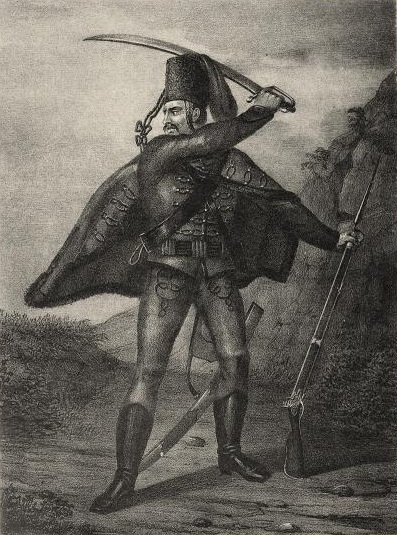
Гусар Сербского полка, с 1741 до 1761 года.
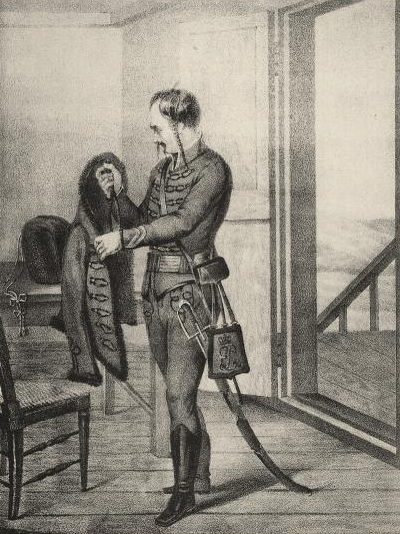
Вахмистр Сербского Гусарского полка, с 1741 до 1761 года.
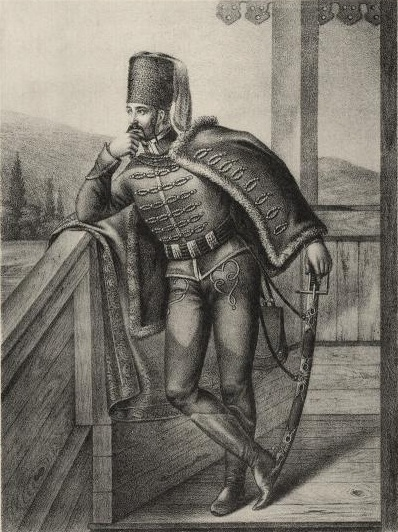
Офицер Сербского Гусарского полка, с 1741 до 1761 года.
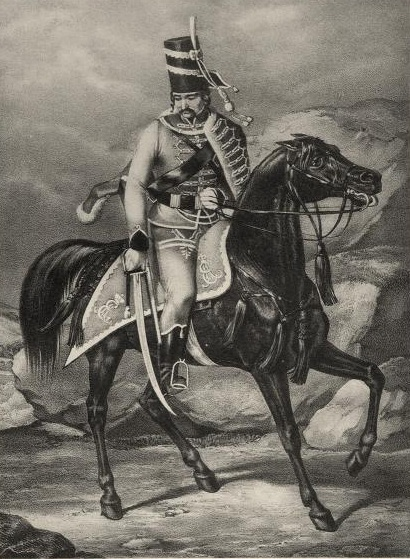
Рядовой Сербского Гусарского полка, с 1763 по 1776 год.
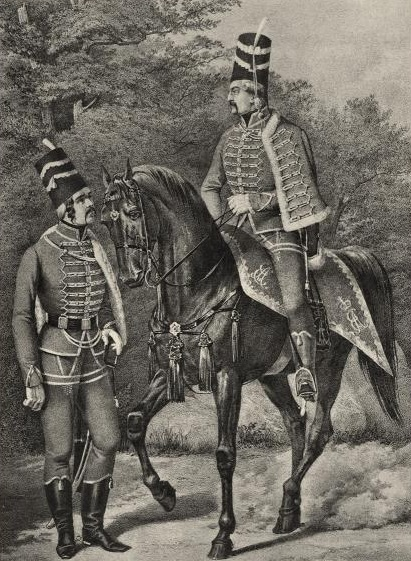
Унтер-офицер и Обер-офицер Сербского Гусарского полка, с 1763 по 1776 г.
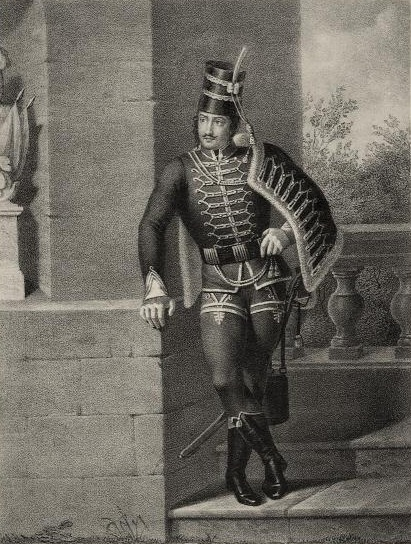
Унтер-офицер Сербского Гусарского полка, с 1776 по 1783 г.
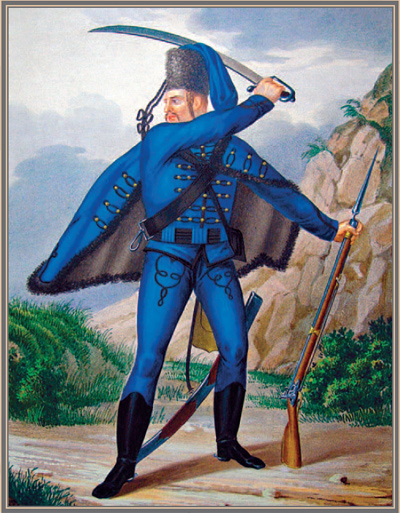
Гусар Сербского полка в 1741 - 1761 гг.
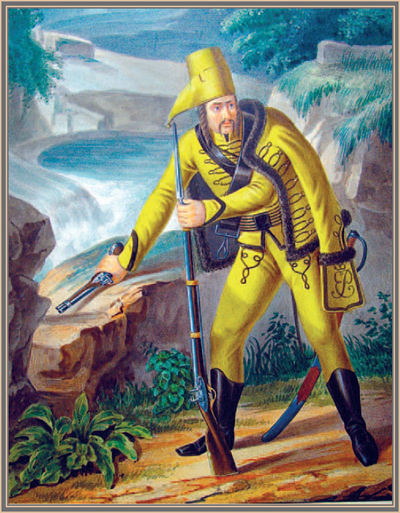
Гусар Желтого полка в 1760 - 1761 гг.